# Kralj Litve
Kralj Litve je bio naslov vladara države Litve; priznavao ga je papa.
Prvi je bio kralj Mindaugas koji je utemeljio kršćansko kraljevstvo Kraljevinu Litvu ; njegovi sljedbenici su, bili poznati kao veliki vojvode, čim se kršćanska Litva vratila poganstvu do konca XIV. stoljeća. Unatoč ovome, vladari Velikog Vojvodstva Litve su o sebi svojim povijesnim ispravama govorili o naslovu kralja (latinski izvornik: "rex").
To je bilo širom prihvaćeno; Gedimin  je koristio ovaj naslov u svojim pismima dok je pokušavao smanjiti pritisak teutonskih vitezâ i dok je pokušavao dogovoriti izravno pokrštavanje Litve od strane pape, a ne od strane susjednih zemalja.
Godine 1430., ovaj je naslov dodijeljen velikom vojvodi Vitoldu (lit. Vytautas), ali njegovi pokušaji za okruniti se nisu uspjeli, jer je poljsko plemstvo došlo do njegove krune prije nego što je ista bila donesena njemu. Do Vitolda je došla informacija "da se izgubila". U to vrijeme, Litva je već prihvatila kršćanstvo.
Treći i posljednji kralj Litve je proglašen 1918., kada je Litvu okupirala Njemačka i pokušala uspostaviti neovisnost. Litvanci su odlučili izabrati njemačkog plemića Vilima Uraškog (njem. Wilhelm von Urach) kao kralja Mindaugas II.  nadavši se da će ovo ohrabriti Njemačku u bržem davanju stvarne neovisnosti Litvi. Njemačka je pak, izgubila rat, a Litva je postala neovisnom kao republika.